# Villa Gigli
Villa Gigli è una villa privata sita sul colle di Montarice nel territorio del comune di Loreto con pertinenze all'interno del comune di Recanati e al confine con Porto Recanati.
La villa, progettata dagli architetti Guido Cirilli, Catervo Gigli e Florestano Di Fausto, fu costruita tra il 1920 e il 1927 per volontà del tenore Beniamino Gigli, originario di Recanati e suo primo proprietario. Alla sua morte la villa fu venduta all'industriale Raffaello Bartoloni.

## Storia
All'inizio degli anni 1920 il tenore Beniamino Gigli acquistò una vasta tenuta sul colle di Montarice, al confine tra Loreto e Recanati, e affidò all'architetto Guido Cirilli l'incarico di progettare una villa e il suo giardino; Cirilli era già stato incaricato dalla Curia Vaticana di curare la manutenzione e poi il restauro della basilica della Santa Casa di Loreto. Su richiesta del tenore la sommità della collina fu rimodellata con importanti spostamenti di terra, in modo tale da creare un pianoro oblungo che volgesse verso il mare a est e verso Recanati, città natale di Gigli, a ovest. La supervisione dei lavori, che iniziarono  nel 1920, spettò a Catervo Gigli, fratello di Beniamino, che volle ritagliarsi fin da subito un ruolo attivo nella progettazione della villa; proprio questo atteggiamento causò importanti attriti con Cirilli, che decise di abbandonare l'opera e intentare una causa, successivamente vinta, contro Gigli, che dovette far demolire quanto già costruito e corrispondere una cospicua liquidazione all'architetto. A Cirilli subentrò nel 1923 l'architetto Florestano Di Fausto. La villa fu inaugurata con un grande pranzo nel 1925 anche se i lavori, in particolare per il giardino, continuarono almeno fino al 1927. Alle decorazioni degli interni parteciparono Giuseppe De Curtis, Diego Pettinelli e Dante De Carolis (fratello di Adolfo, il quale diede indicazioni a Pettinelli e al fratello).
Alla morte di Gigli la villa passò ai suoi eredi e fu acquistata tra il 1960 e il 1961 da un noto industriale della ceramica, titolare delle Ceramiche Bartoloni B.T.O., Raffaello Bartoloni, originario di Treia. Nel 2003 il complesso della villa è stato dichiarato di notevole interesse storico-artistico dalla Soprintendenza regionale per i beni e le attività culturali delle Marche, venendo sottoposto a vincolo ai sensi del Testo unico delle disposizioni legislative in materia di beni culturali e ambientali.
Nel 2015 il tribunale di Macerata, nel contesto della ripartizione patrimoniale della famiglia Bartoloni, emerse le problematiche di un cespite di notevole valore ma indivisibile. In prima istanza, fu deliberata la vendita dello storico immobile, con un prezzo base stabilito in 14 milioni. I comuni di Loreto, Porto Recanati e Recanati hanno manifestato l'interesse di acquisire la villa tramite intervento del Ministero dei beni culturali (che ha diritto di prelazione ai sensi del Codice dei beni culturali e del paesaggio) per poterla adibire a sede di eventi culturali, di un centro di formazione lirica e di un parco pubblico. Al termine di un prolungato periodo di trattative tra gli eredi, è stato finalmente raggiunto un accordo che ha previsto la permanenza dello storico immobile nel patrimonio della famiglia Bartoloni. Questa risoluzione, esito di un articolato processo di mediazione familiare, ha garantito la preservazione di un bene di notevole valore all'interno della dinastia.

## Descrizione
La villa si trova sul colle di Montarice al confine tra i comuni di Loreto, Recanati e Porto Recanati con ingresso in via Montarice, 5.
Al centro del salone al piano terra campeggio un gruppo scultoreo in marmo raffigurante la danza delle ore (balletto tratto dalla Gioconda di Amilcare Ponchielli), donato a Beniamino Gigli dalla città di Rovigo. I mobili e gli arredi interni sono stati forniti dalla ditta di Vittorio Ducrot.